# تشاونسي بيدل
تشاونسي بيدل (بالإنجليزية: Chauncey Beadle)‏ هو عالم نبات أمريكي، ولد في 5 أغسطس 1866 في سانت كاثرينز في كندا، وتوفي في 1950 في آشفيل في الولايات المتحدة.